# Anna Veith
Anna Veith, (prej Anna Fenninger) avstrijska alpska smučarka, * 18. junij, 1989, Hallein, Avstrija.
Je zmagovalka skupnega seštevka svetovnega pokala v alpskem smučanju leta 2014 in 2015. 
Aprila 2016 se je poročila z Manuelom Veithom in prevzela njegov priimek.

## Kariera

### 2011: Prva zmaga
Svojo prvo zmago v svetovnem pokalu je dosegla leta 2011 v Lienzu na veleslalomu.

### 2014: Prvi kristalni globus
V sezoni 2014/15 je Anna Veith nasledila Tino Maze in prejela veliki kristalni globus, ter mali veleslalomski.
Ta sezona je bila za njo uspešna tudi iz vidika olimpijskih iger, saj je iz Sočija prinesla superveleslalomsko zlato in veleslalomsko srebro. Po Nicole Hosp je postala sedma avstrijska smučarka z velikim kristalnim globusom.

### 2015: Drugi veliki kristalni globus
V tej sezoni je osvojila še drugi veliki kristalni globus (drugi zapored) in dva mala kristalna globusa (kombinacijskega in veleslalomskega). Postala je tudi svetovna prvakinja v veleslalomu in superveleslalomu.

### 2016: Poškodba
Teden pred začetkom nove sezone si je na snežnem treningu poškodovala koleno in izpustila sezono 2015/16 ter polovico sezone 2016/17.

### 2017: Prva zmaga po poškodbi
Po treh letih je 17. decembra 2017 spet stopila na najvišjo stopničko odra za zmagovalke na superveleslalomu v Val d'Iseru.

## Svetovni pokal

### Globusi
- 5 kristalnih globusov – (2 velika kristalna globusa in 3 mali)

| Sezona  |                         |
| Globusi |                         |
| 2014    | Veliki kristalni globus |
| 2014    | Veleslalom              |
| 2015    | Veliki kristalni globus |
| 2015    | Veleslalom              |
| 2015    | Kombinacija             |

### Dosežki v svetovnem pokalu
| Sezona | Discipline | Discipline      | Discipline  | Discipline  | Discipline     | Discipline  | Discipline  |
| Sezona | Starost    | Skupni seštevek | Slalom      | Veleslalom  | Supervelelalom | Smuk        | Kombinacija |
| 2007   | 17         | 108             | —           | 40          | —              | —           | —           |
| 2008   | 18         | 60              | —           | 52          | 32             | —           | 14          |
| 2009   | 19         | 20              | 39          | 52          | 15             | 21          | 7           |
| 2010   | 20         | 26              | —           | —           | 13             | 26          | 6           |
| 2011   | 21         | 12              | 59          | 33          | 7              | 6           | 9           |
| 2012   | 22         | 5               | 54          | 4           | 3              | 19          | 8           |
| 2013   | 23         | 3               | —           | 2           | 3              | 8           | 13          |
| 2014   | 24         | 1               | —           | 1           | 2              | 2           | 8           |
| 2015   | 25         | 1               | —           | 1           | 2              | 2           | 1           |
| 2016   | 26         | poškodovana     | poškodovana | poškodovana | poškodovana    | poškodovana | poškodovana |
| 2017   | 27         | 74              | —           | 48          | 26             | 45          | —           |

## Zasebno
Z možem Manuelom ima sina Henryja, ki se je rodil 22. junija 2021.